# Absolute Schutzhindernisse
Absolute Schutzhindernisse sind der Sammelbegriff für zahlreiche gesetzliche Tatbestände, die der Eintragbarkeit eines Zeichens als Marke im Markenregister des Deutschen Patent- und Markenamts entgegenstehen. Den Gegensatz hierzu bilden relative Schutzhindernisse, bei denen es sich um vorrangige Kennzeichenrechte und sonstige Rechte Dritter handelt.

## Ursprung
Die meisten im Markengesetz (MarkenG) normierten absoluten Schutzhindernisse gehen auf § 4 Abs. 1 und 2 des früheren Warenzeichengesetzes (WZG) zurück, wo sie in Katalogform aufgelistet sind. In § 5 Abs. 1 WZG verwendet der Gesetzgeber unter Hinweis auf § 4 die Bezeichnung „Eintragungshindernis“.

## Markenrechtsrichtlinie (MarkenRL)
Das geltende MarkenG wurde aufgrund von Art. 1 Markenrechtsreformgesetz (MRRG) erlassen, welches seinerseits auf der Markenrechtsrichtlinie (MarkenRL) beruht und diese hierbei in enger Anlehnung in nationales Recht umsetzt. Die absoluten Schutzhindernisse sind – wiederum als „Eintragungshindernisse“ bezeichnet – in Art. 3 Abs. 1 lit. a bis h und – fakultativ – Abs. 2 lit. a bis d MarkenRL aufgelistet und haben größtenteils Eingang in § 8 Abs. 1 und 2 MarkenG gefunden.

## Absolute Schutzhindernisse im Markengesetz

### Die Besonderheit des § 3 Abs. 2 MarkenG
Es fällt auf, dass ein Teil der in Art. 3 Abs. 1 MarkenRL im Zusammenhang katalogisierten absoluten Schutzhindernisse, nämlich diejenigen nach lit. e, herausgelöst in § 3 Abs. 2 MarkenG gesondert aufgeführt sind. Es handelt sich hier um Zeichen, die dem Schutz als Marke deshalb nicht zugänglich sind, weil sie „ausschließlich aus einer Form bestehen“. Die Form kann
1. „durch die Art der Ware selbst bedingt“ oder
2. „zur Erreichung einer technischen Wirkung erforderlich“ sein oder
3. „der Ware einen wesentlichen Wert“ verleihen.

Der Grund für die Herauslösung aus dem Gesamtkatalog des Art. 3 Abs. 1 MarkenRL ist darin zu sehen, dass die in Rede stehenden drei Ausschlussgründe der Schutzfähigkeit für die beiden Markenkategorien wirken sollen, nämlich einerseits für die Kategorie der durch Eintragung erlangten Marke, § 4 Nr. 1 MarkenG andererseits für die Kategorie des durch Verkehrsgeltung infolge Benutzung (unmittelbar) erworbenen Markenschutzes, § 4 Nr. 2 MarkenG.

### Die Besonderheit des § 8 Abs. 1 MarkenG
Hier geht es um die in Art. 2 MarkenRL normierte Schutzvoraussetzung der graphischen Darstellbarkeit einer Markenform. Diese in der MarkenRL also an sich positiv formulierte Schutzvoraussetzung wird in § 8 Abs. 1 MarkenG – negativ – als absolutes Schutzhindernis umgesetzt. Gleichwohl handelt es sich bei dem Erfordernis der graphischen Darstellbarkeit nicht um ein absolutes Schutzhindernis, sondern um ein zwingendes Erfordernis der Markenfähigkeit. Der Gesetzgeber des Markengesetzes war der Meinung, das Erfordernis der graphischen Darstellbarkeit dürfe nicht im Zusammenhang mit dem Markenbegriff des § 3 MarkenG geregelt werden. Denn es passe nicht für alle zu unterscheidenden drei Kategorien von Marken i. S. v. § 4 Nr. 1, 2 und 3 MarkenG. Nach der Systematik des Markengesetzes gilt somit das Erfordernis der graphischen Darstellbarkeit nur für angemeldete und eingetragene Marken.

### Überwindbare Schutzhindernisse, § 8 Abs. 3 MarkenG
Ein vergleichsweise kleiner Teil der in § 8 Abs. 2 Nr. 1 bis 10 MarkenG katalogisierten absoluten Schutzhindernisse lässt sich unter bestimmten Voraussetzungen überwinden. Rechtsgrundlage hierfür ist § 8 Abs. 3 MarkenG, wonach eine Marke von der Eintragung im Markenregister dann nicht ausgeschlossen ist, wenn sie „sich vor dem Zeitpunkt der Entscheidung über die Eintragung infolge ihrer Benutzung für die Waren oder Dienstleistungen, für die sie angemeldet worden ist, in den beteiligten Verkehrskreisen durchgesetzt hat“. Diese Ausnahmeregelung gilt allerdings nur für die in § 8 Abs. 2 Nr. 1, 2 und 3 MarkenG aufgelisteten Markenarten. Es sind dies: a) Marken, „denen für die Waren oder Dienstleistungen jegliche Unterscheidungskraft fehlt“ (§ 8 Abs. 2 Nr. 1), b) Marken, die ausschließlich aus beschreibenden Angaben bestehen (§ 8 Abs. 2 Nr. 2), und c) Marken, die aus Gattungsbezeichnungen bestehen (§ 8 Abs. 2 Nr. 3).

#### Das Fehlen jeglicher Unterscheidungskraft, § 8 Abs. 2 Nr. 1 MarkenG
Die höchstrichterliche Rechtsprechung versteht Unterscheidungskraft im Sinne von § 8 Abs. 2 Nr. 1 MarkenG als die einer Marke innewohnende Eignung, vom Verkehr als Unterscheidungsmittel für Waren und Dienstleistungen eines Unternehmens gegenüber solchen anderer Unternehmen aufgefasst zu werden. Diese Definition folgt in ihrem Wortlaut weitgehend der Legaldefinition des § 3 Abs. 1 MarkenG. Allerdings ist zu beachten, dass die vorgenannte Norm von Unterscheidungseignung spricht. Hierbei handelt es sich um eine generelle (abstrakte) Fähigkeit eines Kennzeichens, überhaupt Waren oder Dienstleistungen eines Unternehmens von denen anderer Unternehmen zu unterscheiden. Diese abstrakte Unterscheidungseignung vermag im Falle ihres Fehlens nicht im Wege der Verkehrsdurchsetzung überwunden zu werden. Durch Verkehrsdurchsetzung gemäß § 8 Abs. 3 MarkenG überwunden werden kann vielmehr nur das Fehlen der konkreten Unterscheidungskraft des Zeichens bezüglich der von ihm konkret umfassten Waren oder Dienstleistungen. Fehlt (nur) die in Rede stehende konkrete Fähigkeit der angemeldeten Marke, so handelt es sich um das Schutzhindernis (Eintragungshindernis) des § 8 Abs. 2 Nr. 1 MarkenG, welches – gegebenenfalls – im Wege der Verkehrsdurchsetzung überwindbar ist.

#### Beschreibende Angaben, § 8 Abs. 2 Nr. 2 MarkenG
Unter dem Sammelbegriff „beschreibende Angaben“ sind gemäß § 8 Abs. 2 Nr. 2 MarkenG Zeichen oder Angaben zusammengefasst, die im Verkehr zur Bezeichnung der Art, der Beschaffenheit, der Menge, der Bestimmung, des Wertes, der geographischen Herkunft, der Zeit der Herstellung der Waren oder der Erbringung der Dienstleistungen oder zur Bezeichnung sonstiger Merkmale der Waren oder Dienstleistungen dienen können. Für derartige beschreibende Angaben besteht grundsätzlich ein Freihaltebedürfnis der Marktteilnehmer.

#### Gattungsbezeichnungen, § 8 Abs. 2 Nr. 3 MarkenG
Hierunter versteht § 8 Abs. 2 Nr. 3 MarkenG Kennzeichen, die ausschließlich aus Zeichen oder Angaben bestehen, die im allgemeinen Sprachgebrauch oder in den redlichen und ständigen Verkehrsgepflogenheiten zur Bezeichnung der Waren oder Dienstleistungen üblich geworden sind. Grundsätzlich unterliegen die vorgenannten Zeichen oder Angaben ebenso wie die oben erläuterten „beschreibenden Angaben“ einem Freihaltebedürfnis.

#### (Weitere) Voraussetzungen des § 8 Abs. 3 MarkenG

##### Benutzung
Die oben detailliert aufgeführten absoluten Schutzhindernisse des § 8 Abs. 2 Nr. 1, 2 oder 3 MarkenG müssen durch Benutzung der (angemeldeten) Marke für die angemeldeten Waren oder Dienstleistungen überwunden worden sein. Hierbei muss es sich um eine Benutzung des Zeichens als Marke im Marktwettbewerb handeln, bei der alle markenrechtlich erheblichen Funktionen der Marke verwirklicht werden können. Beispiele: Verwendung beim Produktabsatz als Unterscheidungszeichen und/oder bei der Produkt- oder Imagewerbung des Unternehmens. Wesentlich ist auch die Dauer der Benutzung, wobei ein Markengebrauch über einen längeren Zeitraum zu fordern ist.

##### Durchsetzung im Verkehr
Die angemeldete Marke muss sich infolge ihrer (ernsthaften) Benutzung (siehe oben) als ein produkt- oder dienstleistungsidentifizierendes Unterscheidungszeichen durchgesetzt haben. Und zwar muss die Durchsetzung des Zeichens als Unterscheidungszeichen zur Identifikation von Unternehmensprodukten oder -dienstleistungen im Verkehr, also im Marktwettbewerb erworben worden sein.

##### Produktbezug
Es genügt nicht, dass sich die angemeldete Marke für irgendwelche Waren oder Dienstleistungen im Verkehr durchgesetzt hat. Vielmehr muss die Verkehrsdurchsetzung exakt für diejenigen Waren oder Dienstleistungen erfolgt sein, für welche die Eintragung der Marke beantragt wird. Demgemäß reicht es auch nicht aus, wenn der Nachweis der Verkehrsdurchsetzung für Waren oder Dienstleistungen im Ähnlichkeitsbereich der angemeldeten Waren bzw. Dienstleistungen geführt wird.

##### Beteiligte Verkehrskreise
Schließlich muss sich die angemeldete Marke „in den beteiligten Verkehrskreisen“ durchgesetzt haben. Als beteiligte Verkehrskreise im Sinne des § 8 Abs. 3 MarkenG sind die Kreise zu verstehen, in denen das Zeichen Verwendung finden soll oder Auswirkungen zeitigen wird. In erster Linie handelt es sich demgemäß bei den beteiligten Verkehrskreisen um die Endabnehmer der betreffenden Waren oder Dienstleistungen. Hierfür kommen allerdings nicht nur die tatsächlichen Abnehmer, sondern auch alle potenziellen Verbraucher der betreffenden Waren oder Dienstleistungen in Betracht. Allerdings genügt es zur Überwindung der Schutzhindernisse des § 8 Abs. 2 Nr. 1, 2 oder 3 MarkenG im Wege der Verkehrsdurchsetzung nicht, wenn das angemeldete Zeichen sich nur bei einem vergleichsweise kleinen Teil der beteiligten Verkehrskreise durchgesetzt hat. Vielmehr fordert die Rechtsprechung grundsätzlich einen Anteil von mindestens 50 % der beteiligten Verkehrskreise, der jedoch im konkreten zu entscheidenden Einzelfall auch durchaus deutlich darüber liegen kann.

### Unüberwindbare Schutzhindernisse

#### Allgemeines
Der weitaus größte Teil der absoluten Schutzhindernisse lässt sich nicht überwinden. Das gilt insbesondere für die in § 8 Abs. 2 MarkenG aufgelisteten Schutzhindernisse (Ausnahmen: § 8 Abs. 2 Nr. 1, 2 und 3 MarkenG, siehe oben), ebenso aber auch für die Ausschlussgründe der §§ 3 Abs. 2 und 8 Abs. 1 MarkenG (siehe hierzu die oben stehenden Ausführungen).

#### Die Schutzhindernisse des § 8 Abs. 2 Nr. 4 bis 10 MarkenG

##### Täuschende Marken, § 8 Abs. 2 Nr. 4 MarkenG
Nach dem Wortlaut der Norm sind Marken „von der Eintragung ausgeschlossen, die geeignet sind, das Publikum insbesondere über die Art, die Beschaffenheit oder die geographische Herkunft der Waren oder Dienstleistungen zu täuschen“. Hierdurch soll die Allgemeinheit vor täuschenden Marken geschützt werden. Dabei ist in erster Linie an die Verbraucher und die Mitbewerber (des Markenbenutzers und -anmelders) gedacht, was durch den Begriff „Publikum“ deutlich wird. Vgl. hierzu schon die Spruchpraxis des Deutschen Patentamts (DPA) zu § 4 Abs. 2 Nr. 4, 2. Alt., des früheren WZG. Durch die Vorschrift des § 8 Abs. 2 Nr. 4 MarkenG wird Art. 3 Abs. 1 lit. g MarkenRL in deutsches Markenrecht umgesetzt. Sie entspricht zugleich auch Art. 7 Abs. 1 lit. g Gemeinschaftsmarkenverordnung (GMarkenV). Die Aufzählung der Täuschungsmöglichkeiten in § 8 Abs. 2 Nr. 4 MarkenG ist nicht abschließend, worauf das Wort „insbesondere“ hindeutet. Wird eine an sich nicht täuschende Marke „nur“ in irreführender Weise verwendet, so ist nicht § 8 Abs. 2 Nr. 4 MarkenG einschlägig. Allerdings liegt dann ein Verstoß gegen § 3, § 4 und § 5 des Gesetzes gegen den unlauteren Wettbewerb (UWG) wegen Wettbewerbswidrigkeit vor.

##### Ordnungs- oder sittenwidrige Marken, § 8 Abs. 2 Nr. 5 MarkenG
Nach der vorgenannten Vorschrift sind Marken „von der Eintragung ausgeschlossen die gegen die öffentliche Ordnung oder gegen die guten Sitten verstoßen“. Wegen § 8 Abs. 2 Nr. 9 MarkenG (siehe hierzu die Ausführungen weiter unten) ist der Begriff der öffentlichen Ordnung hier eng auszulegen, so dass er nicht die Gesamtheit der Rechtsordnung umfasst. Vielmehr sind unter „öffentlicher Ordnung“ im Sinne von § 8 Abs. 2 Nr. 5 MarkenG „nur“ die den Staat und die Gesellschaft konstituierenden Prinzipien, vornehmlich die verfassungsmäßige Grundordnung, zu verstehen.
Was sittenwidrige Marken anbelangt, so ist hier der Begriff der guten Sitten – ähnlich wie der Begriff der öffentlichen Ordnung – mit gebotener Zurückhaltung anzuwenden, also eng auszulegen, damit es nicht zu Überschneidungen mit dem Tatbestand des Verstoßes gegen die öffentliche Ordnung kommt. Eine Marke ist dann sittenwidrig, wenn der Markeninhalt das sittliche, moralische oder ethische Empfinden weiter Verkehrskreise erheblich verletzt. Ob eine Marke gegen die guten Sitten verstößt, hängt nicht nur von der Ausgestaltung der Marke als solcher, sondern auch von den Waren und/oder Dienstleistungen ab, für die sie angemeldet ist.

##### Staatliche Hoheitszeichen und kommunale Wappen, § 8 Abs. 2 Nr. 6 MarkenG
Nach dieser Vorschrift, die auf § 4 Abs. 2 Nr. 4 des früheren WZG zurückgeht, sind Marken „von der Eintragung ausgeschlossen, die Staatswappen, Staatsflaggen oder andere staatliche Hoheitszeichen oder Wappen eines inländischen Ortes oder eines inländischen Gemeinde- oder weiteren Kommunalverbandes enthalten“. Die Norm will – im öffentlichen Interesse – verhindern, dass staatliche Hoheitszeichen kommerziell missbraucht werden. Sie ist insoweit wortgleich mit Art. 6ter Abs. 1 lit. a Pariser Verbandsübereinkunft (PVÜ), der die Mitgliedsstaaten diese Verbandes verpflichtet, geeignete Maßnahmen gegen derartige missbräuchliche Marken zu ergreifen. Was kommunale Wappen anbelangt, so besteht der Normzweck hier darin, deren heraldische Ausgestaltung den Gemeinden oder Gemeindeverbänden, die das betreffende Wappen führen, zur Benutzung freizuhalten, ohne dass sie markenrechtliche Ansprüche Dritter fürchten müssen. Auch (nicht identischen) Nachahmungen staatlicher Hoheitszeichen oder kommunaler Wappen steht das Schutzhindernis (Eintragungsverbot) des § 8 Abs. 2 Nr. 6 MarkenG entgegen. Dies bestimmt § 8 Abs. 4 Satz 1 MarkenG.

##### Amtliche Prüf- oder Gewährzeichen, § 8 Abs. 2 Nr. 7 MarkenG
Hiernach sind Marken von der Eintragung ausgeschlossen, „die amtliche Prüf- oder Gewährzeichen enthalten, die nach einer Bekanntmachung des Bundesministeriums der Justiz im Bundesgesetzblatt von der Eintragung als Marke ausgeschlossen sind“. Die Regelung geht auf § 4 Abs. 2 Nr. 3 des früheren WZG zurück und entspricht im Übrigen sowohl Art. 3 Abs. 1 lit. h MarkenRL als auch Art. 6ter lit. a PVÜ. Bei amtlichen Prüf- oder Gewährzeichen geht es um die amtlich vorgeschriebene Kennzeichnung der Prüfung eines Produkts auf die Erfüllung bestimmter Erfordernisse. Allerdings ist eine Marke nach § 8 Abs. 2 Nr. 7 MarkenG nur dann von der Eintragung in das Markenregister ausgeschlossen, „wenn die Waren oder Dienstleistungen, für die die Marke angemeldet worden ist, mit den Waren oder Dienstleistungen, für die das Prüf- oder Gewährzeichen eingeführt ist“, entweder „identisch oder diesen ähnlich sind“, § 8 Abs. 4 Satz 3 MarkenG. Das absolute Schutzhindernis des § 8 Abs. 2 Nr. 7 MarkenG gilt auch für Marken, die (nicht identische) Nachahmungen von amtlichen Prüf- oder Gewährzeichen enthalten, § 8 Abs. 4 Satz 1 MarkenG. Bei dem Begriff der „Nachahmung“ geht es um Nachbildungen im heraldischen Sinne.

##### Bezeichnungen internationaler zwischenstaatlicher Organisationen, § 8 Abs. 2 Nr. 8 MarkenG
Nach vorgenannter Vorschrift sind Marken von der Eintragung ausgeschlossen, „die Wappen, Flaggen, oder andere Kennzeichen, Siegel oder Bezeichnungen internationaler zwischenstaatlicher Organisationen enthalten, die nach einer Bekanntmachung des Bundesministeriums der Justiz im Bundesgesetzblatt von der Eintragung als Marke ausgeschlossen sind“. Die vorstehende Norm leitet sich nahezu wortgleich aus § 4 Abs. 2 Nr. 3 a des früheren WZG her und entspricht Art. 3 Abs. 1 lit. h MarkenRL. Die Regelung entspricht im Übrigen auch Art. 6ter Abs. 1 lit. b PVÜ, der die Mitgliedstaaten verpflichtet, die Eintragung von Marken der in Rede stehenden Art sowie jede Nachahmung im heraldischen Sinne als Fabrik- oder Handelsmarken oder als Bestandteil solcher zurückzuweisen oder für ungültig zu erklären, sowie den Gebrauch dieser Zeichen durch geeignete Maßnahmen zu verbieten, sofern die zuständigen Stellen den Gebrauch nicht erlaubt haben; ausgenommen sind die Wappen, Flaggen und anderen Kennzeichen, Siegel oder Bezeichnungen, die bereits Gegenstand von in Kraft befindlichen internationalen Abkommen waren, die ihren Schutz gewährleisteten. Die Bestimmung richtet sich allerdings nicht gegen Inhaber von Rechten, die gutgläubig vor dem Inkrafttreten der Übereinkunft in diesem Land erworben worden sind. Außerdem sind die Verbandsländer nicht gehalten, die in Rede stehende Bestimmung anzuwenden, falls die Benutzung oder Eintragung nicht geeignet ist, das Publikum über das Bestehen einer Verbindung zwischen dem Benutzer und der Organisation irrezuführen. Die vorstehende Ausnahmeregelung entspricht teilweise § 8 Abs. 4 Satz 4 MarkenG, wonach das Schutzhindernis des § 8 Abs. 2 Nr. 8 MarkenG dann „nicht anzuwenden ist, wenn die angemeldete Marke nicht geeignet ist, beim Publikum den unzutreffenden Eindruck einer Verbindung mit der internationalen zwischenstaatlichen Organisation hervorzurufen“. Die Verbotsnorm des § 8 Abs. 2 Nr. 8 MarkenG schließt auch Nachahmungen von Bezeichnungen internationaler zwischenstaatlicher Organisationen mit ein, worauf § 8 Abs. 4 Satz 1 MarkenG ausdrücklich hinweist. Im Sinne von Art. 6ter Abs. 1 lit. a PVÜ muss es sich allerdings um eine heraldische Nachahmung handeln.

##### Gesetzwidrige Marken, § 8 Abs. 2 Nr. 9 MarkenG
Nach dieser Vorschrift sind Marken von der Eintragung ausgeschlossen, „deren Benutzung ersichtlich nach sonstigen Vorschriften im öffentlichen Interesse untersagt werden kann“. Es gibt zahlreiche nicht dem Markengesetz zugehörige Normen, welche die Benutzung von Marken für bestimmte Produktbereiche untersagen. Hierbei handelt es sich vornehmlich um Vorschriften des öffentlichen Rechts, beispielsweise das Lebensmittelrecht. § 8 Abs. 2 Nr. 9 MarkenG basiert auf Art. 3 Abs. 2 lit. a MarkenRL. Dieser ermächtigt die Mitgliedsländer der EU, die Eintragbarkeit einer Marke (auch) unter den Bedingungen zu verweigern, die in entsprechender Umsetzung vorgenannter Vorschrift der MarkenRL Eingang in § 8 Abs. 2 Nr. 9 MarkenG gefunden haben. Sinn und Zweck des § 8 Abs. 2 Nr. 9 MarkenG bestehen darin, das durch außermarkengesetzliche Normen ermöglichte Benutzungsverbot („… untersagt werden kann …“) entsprechender Kennzeichen als Marke für bestimmte Warengruppen zu einem Eintragungsverbot auszugestalten und damit zu verstärken, um die Gefahr von Irrtümern im geschäftlichen Verkehr wirksam zu vermeiden. Das absolute Schutzhindernis (Eintragungsverbot) des § 8 Abs. 2 Nr. 9 MarkenG wird also durch ein abstraktes Irreführungsverbot begründet. Es kommt hierbei nicht darauf an, ob auch eine tatsächliche Irreführung der Verkehrskreise im jeweiligen Einzelfall gegeben ist. (Im letzteren Fall würde allerdings – zusätzlich – das absolute Schutzhindernis (Eintragungsverbot) einer täuschenden Marke im Sinne von § 8 Abs. 2 Nr. 4 MarkenG vorliegen. Siehe hierzu die obigen Ausführungen.) Zu beachten ist, dass § 8 Abs. 2 Nr. 9 MarkenG eine Ersichtlichkeit des (nach außermarkengesetzlichen Vorschriften möglichen) Benutzungsverbots voraussetzt. Bei Nicht-Ersichtlichkeit eines Benutzungsverbots ist also eine Eintragung der betreffenden Marke durchaus möglich.

##### Bösgläubig angemeldete Marken, § 8 Abs. 2 Nr. 10 MarkenG
Nach dieser Norm sind Marken „von der Eintragung ausgeschlossen, die bösgläubig angemeldet worden sind“. Eine bösgläubige Markenanmeldung ist die Anmeldung eines Kennzeichens zur Eintragung als Marke im Markenregister des DPMA durch einen bösgläubigen Anmelder. Für die Bösgläubigkeit eines Markenanmelders ist Grundvoraussetzung, dass die von ihm für bestimmte Waren und/oder Dienstleistungen angemeldete (jüngere) Marke identisch oder verwechselbar ist mit einem keinen formalen Kennzeichenschutz genießenden Zeichen, das ein anderer für gleiche Waren bzw. Dienstleistungen verwendet, und der Markenanmelder dies weiß. Der Begriff der Bösgläubigkeit im markenrechtlichen Sinne beruht auf dem allgemeinen Rechtsgrundsatz, dass eine Rechtsausübung dann unzulässig ist, wenn sie einen Rechtsmissbrauch darstellt, § 242Bürgerliches Gesetzbuch (BGB). Dieser Grundsatz gilt auch im Markenrecht. Auf dieser Basis, die aus Art 3 Abs. 2 lit d der Ersten Richtlinie des Rates der EG Nr. 89/104 folgt, ist eine Bösgläubigkeit des Anmelders dann gegeben, wenn die Anmeldung sittenwidrig oder rechtsmissbräuchlich vorgenommen worden ist.
Die Rechtsprechung von BPatG und BGH hat hierzu zwei Fallgruppen herausgearbeitet: Danach ist es sittenwidrig, wenn das vom Vorbenutzer verwendete Kennzeichen einen schutzwürdigen Besitzstand darstellt, der Markeninhaber dies weiß und trotzdem eine Bezeichnung als Marke anmeldet, um den Besitzstand des Vorbenutzers zu stören oder diesen an der Benutzung der Bezeichnung zu hindern. Allerdings muss die Marke mit der vom Vorbenutzer verwendeten Bezeichnung identisch oder verwechselbar ähnlich sein und für gleiche oder ähnliche Waren oder Dienstleistungen eingetragen sein. An die Kenntnis des Markeninhabers von seinem Eingriff in den schutzwürdigen Besitzstand müssen im Prinzip keine hohen Anforderungen gestellt werden, was die diesbezügliche Beweislage in vielen Fällen erleichtern dürfte. Außerdem setzt eine Einstufung des Eingriffs als sittenwidrig voraus, dass dieser ohne hinreichenden sachlichen Grund vorgenommen worden ist. Als rechtsmissbräuchlich ist eine Markenanmeldung zu werten, die der Anmelder mit dem Ziel tätigt, auf dem Markt eine Sperrwirkung für die Benutzung entsprechender Zeichen durch Dritte zu erzielen, um sich im Wettbewerbskampf durchzusetzen. In diesem Fall kommt es nicht auf einen etwaigen schutzwürdigen Besitzstand des Vorbenutzers an. Vielmehr ist bösgläubiges Handeln dann zu bejahen, wenn durch die Eintragung der Marke und das hierdurch erworbene Markenrecht ein Unternehmen auf dem Markt im Wettbewerb behindert wird.
Schließlich setzt § 8 Abs. 2 Nr. 10 MarkenG voraus, dass der Anmelder bei der Anmeldung bösgläubig war. Maßgeblicher Zeitpunkt für die Prüfung auf Bösgläubigkeit ist also der Zeitpunkt der Anmeldung. In nicht wenigen Fällen wird sich allerdings aus einem späteren bösgläubigen Verhalten des Anmelders schließen lassen, dass er auch schon zum Anmeldezeitpunkt der Marke bösgläubig war.

### Prüfung auf absolute Schutzhindernisse
Die Prüfung auf absolute Schutzhindernisse nach den §§ 3 Abs. 2 und 8 Abs. 1 und 2 MarkenG obliegt dem Deutschen Patent- und Markenamt (DPMA). Das ergibt sich aus § 41 MarkenG in Verbindung mit § 32, § 36 und § 37 MarkenG. Gemäß § 41 Satz 1 MarkenG kann eine Eintragung in das Markenregister nämlich nur dann erfolgen, wenn die angemeldete Marke den Anmeldungserfordernissen entspricht und nicht gemäß § 37 MarkenG zurückgewiesen wird. Die Markenanmeldung muss zunächst gemäß § 32 Abs. 1 MarkenG beim DPMA eingereicht werden, was entweder unmittelbar (§ 32 Abs. 1 Satz 1) oder mittelbar über ein Patentinformationszentrum (§ 32 Abs. 1 Satz 2) erfolgen kann. Sodann wird sie vom DPMA gemäß § 36 Abs. 1 MarkenG in einem ersten Schritt auf Vorliegen der Anmeldungserfordernisse geprüft, die im Einzelnen aus § 36 Abs. 1 Nr. 1 bis 4 MarkenG ersichtlich sind. Es handelt sich hierbei um eine Formalprüfung. In einem zweiten Schritt prüft das DPMA dann gemäß § 37 MarkenG die Markenanmeldung (unter anderem) auf die absoluten Schutzhindernisse nach den §§ 3 und 8 MarkenG. § 37 Abs. 1 MarkenG bestimmt, dass die Markenanmeldung zurückgewiesen wird, wenn absolute Schutzhindernisse einer Eintragung wirksam entgegenstehen.